# Gruzinskoe-Ushchelie
Gruzinskoe-Ushchelie (en georgiano: გრუზინსკოე-უშჩელიე) o Ajijshara (en abjasio: Аҳәыҳәшәара) es una aldea que pertenece a la parcialmente reconocida República de Abjasia, parte del distrito de Gagra, aunque de iure pertenece al municipio de Gagra de la República Autónoma de Abjasia de Georgia.

## Toponimia
Entre 1940 y 1955, la aldea se llamaba Sakartvelis Jeoba (en georgiano: საქართველოს ხეობა).

## Geografía
Gruzinskoe-Ushchelie se encuentra a orillas del río Olginski, a 7 km de Gagra. Las aldea se administra desde el pueblo de Koljida.

## Historia
Según V. Kvarchia, en el siglo XIX, aquí existía una aldea llamada Ajujshara. En la década de 1930, la aldea se se llamaba Gruzinskoe-Ushchelie, y en la de 1940, Sakartvelis Jeoba. En 1955 se recuperó el nombre de Gruzinskoe-Ushchelie. 
Tras la guerra de Abjasia, los abjasios lo rebautizaron como Ajijshara.

## Demografía
La evolución demográfica de Gruzinskoe-Ushchelie entre 1959 y 1989 fue la siguiente:
| 380                                                 | 518 |
| (Fuente: Population of Abkhazia since Soviet times) |     |

Según el censo de 1959, la mayoría de la población local eran georgianos.